# Girolamo Campagna

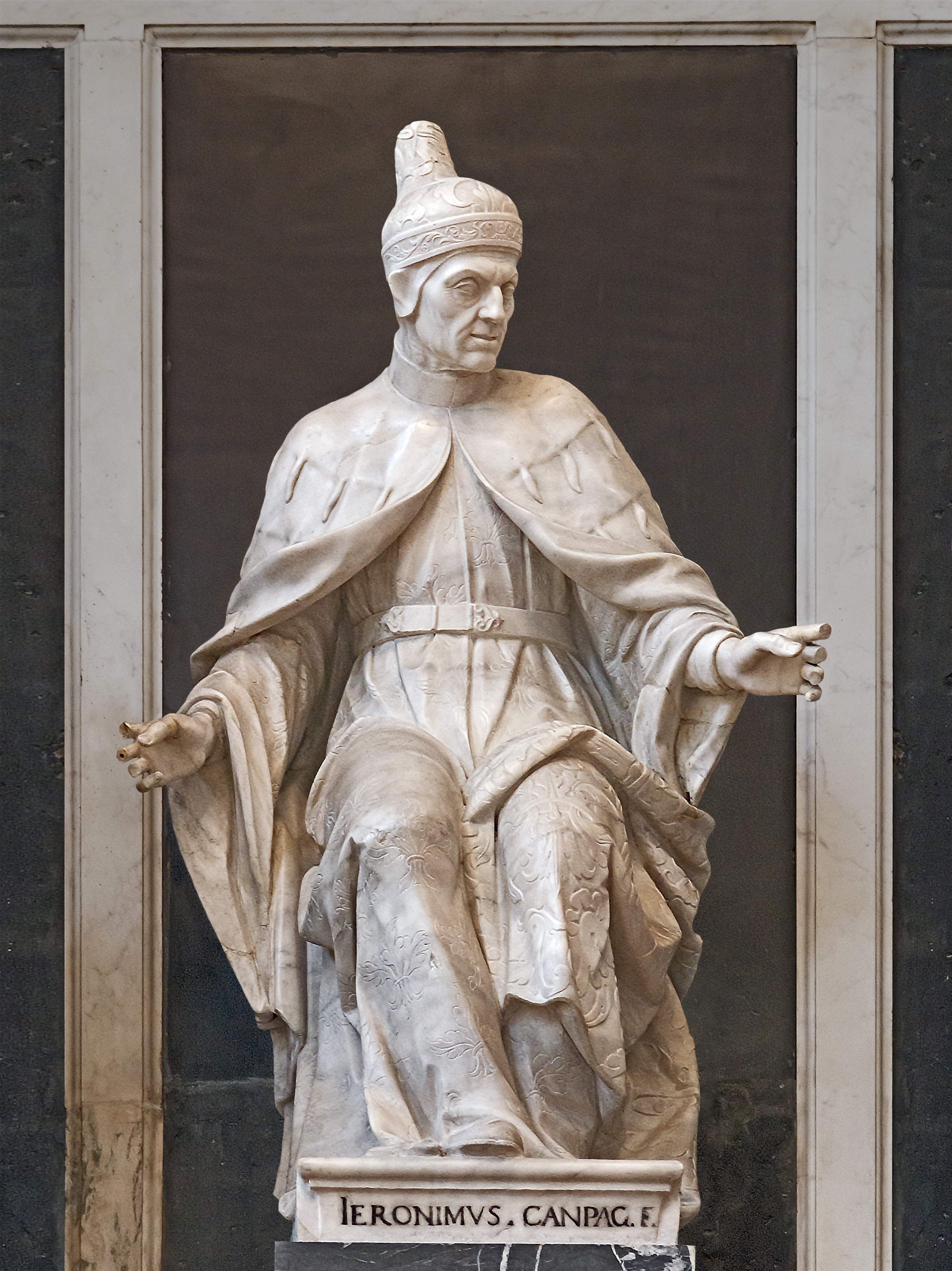
Die Statue Leonardo Loredan San Zanipolo

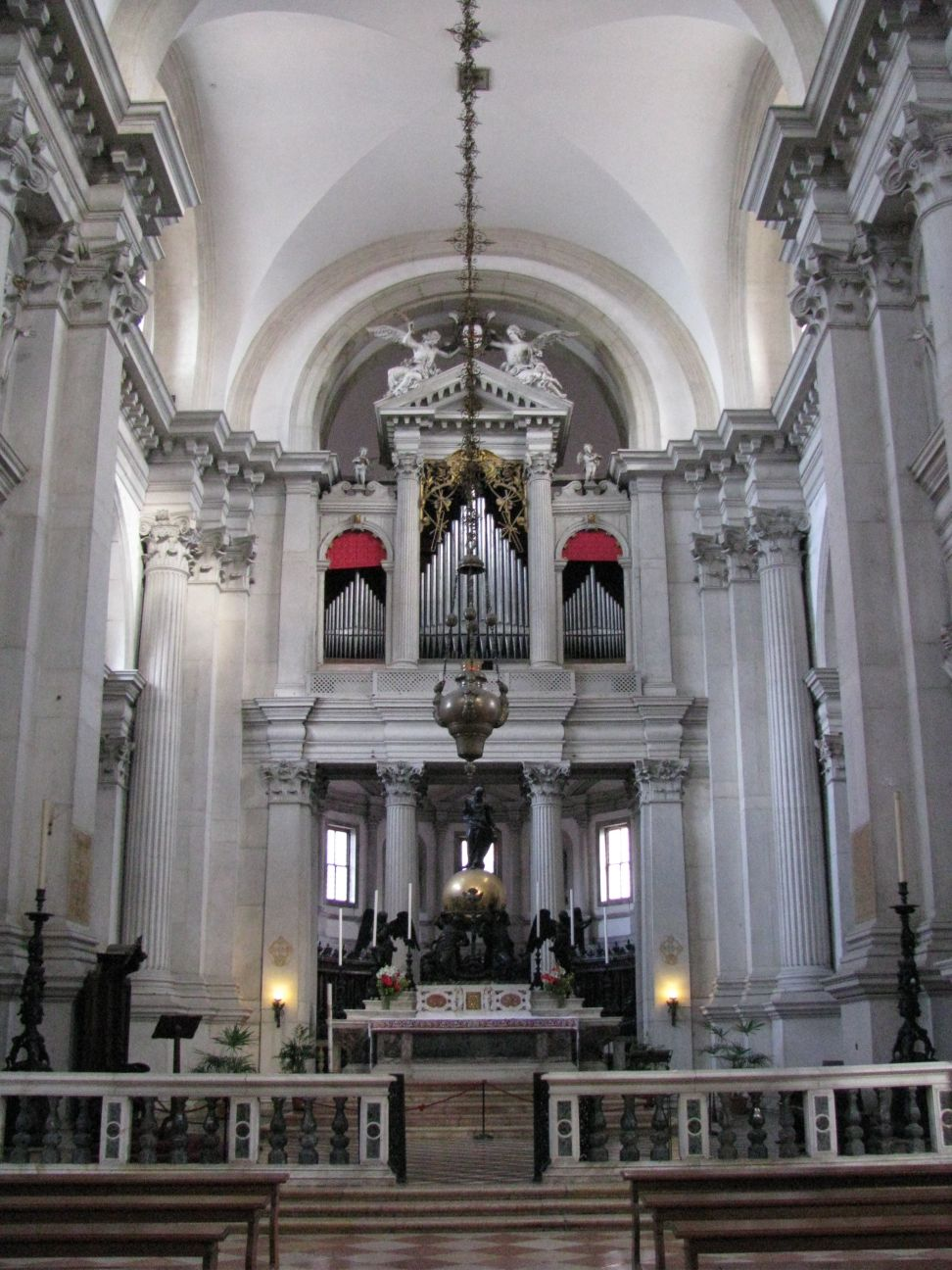
Hauptaltar San Giorgio Maggiore

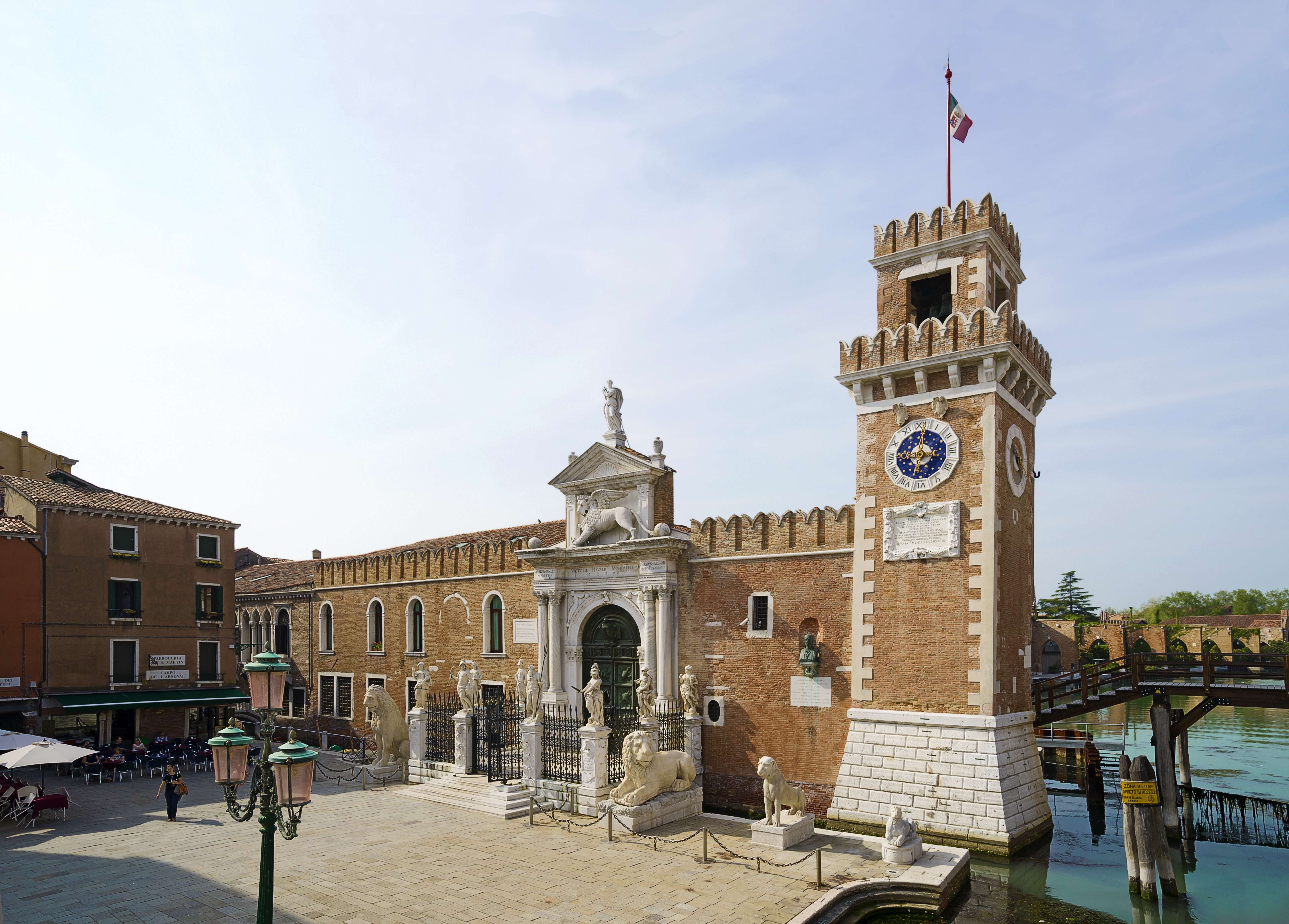
Statue der Hl. Justina von Padua über dem Eingang des Arsenals

Girolamo Campagna (* 1549 in Verona; † 1625 in Venedig) war ein Bildhauer aus Norditalien.
Er war Sohn eines Kürschners und ging 1572 nach Venedig. Als führende Bildhauer seiner Zeit in Venedig erhielt er für seine große Werkstatt bedeutende Aufträge. Mit dem Dichter Pietro Aretino, Torquato Tasso, Tizian und Vasari war er freundschaftlich verbunden.

## Werke
Seine Lehrmeister waren Jacopo Sansovino und Danese Cattaneo. Viele Werke Danese Cattaneos wurden von ihm vollendet. So fertigte er die Figur des sitzenden Dogen Leonardo Loredan auf dem Grabdenkmal, das Cattaneo in Santi Giovanni e Paolo (Venedig) errichtete. Nach Cattaneos Tod 1572 arbeitete Campagna in Padua in der Basilika des Heiligen Antonius gemäß dem ursprünglich an Cattaneo gerichteten Auftrag und fertigte dort mit dem Relief Wunder des Hl. Antonius der Wiedererweckung eines Getöteten sein Meisterwerk.
Einige Jahre später kehrte Campagna nach Padua zurück und fertigte den bronzenen Tabernakel für die Sakramentskapelle.
Die längste Zeit seines Lebens verbrachte er in Venedig, wo sich die meisten seiner Werke befinden:
- die Statuen des Hl. Franziskus und der Hl. Clara, die das Ostensorium in Santa Maria dei Miracoli, Venedig tragen;
- die Statue der Hl. Justina von Padua über dem Eingang des Arsenals, zur Erinnerung an die Seeschlacht von Lepanto, die auf ihrem Namensfest am 7. Oktober 1571 zu Lebzeiten Campagnas stattfand;
- die Kolossalfigur des Hl. Sebastian der Zecca;
- die Reliefs der Maria und des Erzengel Gabriels, Schutzheilige Venedigs, an der Rialtobrücke;
- die bronzene Gruppe Christus auf dem Erdball getragen von den Vier Evangelisten für den Hauptaltar und eine Madonna für den zweiten Altar im linken Seitenschiff in San Giorgio Maggiore;
- Monument für Doge Marcantonio Trevisan in San Francesco della Vigna 1553;
- Statuen in San Sebastiano;
- Statuen in der Scuola Grande di San Rocco: Hl. Rochus für die Sala terrena, Hl. Johannes der Täufer und Hl. Sebastian für die Sala superiore;
- metallene Altarkuppel für die Rosenkranzkapelle von San Zanipolo überlebte das dort ausgebrochene Feuer.
- Statuen der hl. Antonius von Padua und Agnes für Taufbecken in der Kirche Santa Maria Gloriosa dei Frari;
- Er fertigte die Terracotta-Figuren in San Zulian

Ende des sechzehnten Jahrhunderts war er der berühmteste Bildhauer Venedigs. Er erhielt alle großen Aufträge und führte eine große Werkstatt.
In Verona befindet sich die von ihm gefertigte Verkündigung über dem Portal des alten Palazzo del Consiglio und eine Madonna am Collegio dei Mercatanti.
1590 goss Campagna erstmals Bronzeskulpturen.